# Manawa
Manawa é uma cidade localizada no estado norte-americano de Wisconsin, no Condado de Waupaca.

## Demografia
Segundo o censo norte-americano de 2000, a sua população era de 1330 habitantes.
Em 2006, foi estimada uma população de 1298, um decréscimo de 32 (-2.4%).

## Geografia
De acordo com o United States Census Bureau tem uma área de
4,6 km², dos quais 4,3 km² cobertos por terra e 0,3 km² cobertos por água. Manawa localiza-se a aproximadamente 244 m acima do nível do mar.

## Localidades na vizinhança
O diagrama seguinte representa as localidades num raio de 20 km ao redor de Manawa.